# 마르크 라부안
마르크 라부안(프랑스어: Marc Lavoine, 1962년 8월 6일 ~ )은 프랑스의 가수이자 배우이다.